# محمد أمين درويشي
محمد أمين درويشي (بالفارسية: محمدامین درویشی) هو لاعب كرة قدم إيراني في مركز الهجوم، ولد في 20 مايو 1993 في ميناب في إيران. لعب مع نادي البدر بندر كنك ونادي غسترش فولاد.

## وصلات خارجية
- محمد أمين درويشي على موقع قاعدة بيانات كرة القدم.إي يو (الإنجليزية)
- محمد أمين درويشي على موقع Soccerway.com (الإنجليزية)
- محمد أمين درويشي على موقع عالم كرة القدم.نت (الإنجليزية)